# Adrian Świderski
Adrian Świderski (ur. 27 września 1986) – polski lekkoatleta, trójskoczek.

## Osiągnięcia
Zawodnik WKS Śląsk Wrocław. Młodzieżowy wicemistrz Europy z Debreczyna (2007) w trójskoku, w tej konkurencji jest również dziewięciokrotnym halowym mistrzem Polski (2009, 2010, 2011, 2012, 2015, 2016, 2017, 2019 i 2021), a także dwukrotnym mistrzem Polski na stadionie (2010 i 2015).

## Rekordy życiowe
Na stadionie
- trójskok – 16,81 m (30 maja 2015, Biała Podlaska) 13. wynik w historii polskiej lekkoatletyki[2]
- skok w dal – 7,70 m (26 maja 2007, Warszawa)

W hali
- trójskok – 16,75 m (22 lutego 2015, Toruń) 3. wynik w historii polskiej lekkoatletyki w hali[3]